# Coreorgonal
Coreorgonal es un género de arañas araneomorfas de la familia Linyphiidae. Se encuentra en Norteamérica.

## Lista de especies
Según The World Spider Catalog 12.0:
- Coreorgonal bicornis (Emerton, 1923)
- Coreorgonal monoceros (Keyserling, 1884)
- Coreorgonal petulcus (Millidge, 1981)